# Rund in Berlin

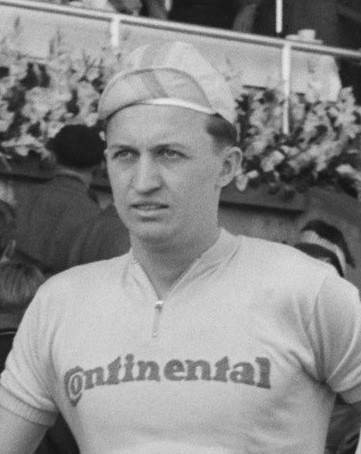
Walter Becker gewann Rund in Berlin im Jahre 1954

Rund in Berlin war ein Straßenradrennen für Männer, das von 1950 bis 1990 in Berlin (West) ausgetragen wurde.

## Geschichte
Seit 1896 wurde in Berlin das älteste deutsche Straßenrennen Rund um Berlin ausgetragen. Nach dem Zweiten Weltkrieg wurde diese Tradition im Jahr 1946 für Gesamtberlin wieder aufgenommen. 1949 sperrten aber die „Zonenmachthaber die Straßen ihres Bereichs für westdeutsche und Berliner Fahrer“, so dass eine Austragung von Rund um Berlin allein vom Ostteil der Stadt aus und auf dem Boden der DDR organisiert werden konnte. Daraufhin initiierte der Landesverband Berlin im Bund Deutscher Radfahrer einen ähnlichen Wettbewerb, der als West-Berliner Ersatzrennen für Rund um Berlin dienen sollte. „Für West-Berlin besaß das eigene Radsportereignis einen hohen politischen Symbolcharakter, mit dem die Frontstadt ihre sportliche Unabhängigkeit und Überlebensfähigkeit demonstrierte.“
Bis einschließlich 1953 trug die Veranstaltung den Namen Durch die westlichen Sektoren Berlins, ab 1954 Rund in Berlin. Start und Ziel befanden sich jeweils im Herzen der Stadt. Die Strecke führte entlang den Zonengrenzen, an der äußersten Peripherie Berlins, und ihre Länge schwankte in den Jahren zwischen rund 150 und 220 Kilometer. Das Rennen wurde bis 1990 ausgetragen.

## Sieger
- 1950  Willy Irrgang
- 1951  Heiner Schmidt
- 1952  Hans Brun
- 1953  Werner Malitz
- 1954  Walter Becker
- 1955  Jos Hoevenaers
- 1956  Jos Hoevenaers
- 1957  Frans De Mulder
- 1958  Werner Kappes
- 1959  Wolf-Jürgen Edler
- 1960  Dieter Puschel
- 1961  Hugo Scrayen
- 1962  Rudolf Hauser
- 1963  Herman Vranken
- 1964  Hans Lüthi
- 1965  Burkhard Ebert
- 1966  Wim Dubois
- 1967  Burkhard Ebert
- 1968  Klaus Simon
- 1969  Michael Becker
- 1970 nicht ausgetragen
- 1971  Gustaaf Van Cauter
- 1972  Wilfried Trott
- 1973  Willem Peeters
- 1974  Olaf Paltian
- 1975  Michael Becker
- 1976  Roger Poulain
- 1977  Friedrich von Loeffelholz
- 1978  Peter Weibel
- 1979  Volker Kassun
- 1980  Harry Hannus
- 1981  Joachim Schlaphoff
- 1982  Werner Wüller
- 1983  Frank Plambeck
- 1984  Thomas Freienstein
- 1985  Zdzisław Wrona
- 1986  Ulrich Rottler
- 1987  Andreas Klaus
- 1988  Frank Plambeck
- 1989  Rolf Aldag
- 1990  Artūras Kasputis